# Rhus aromatica
Rhus aromatica är en sumakväxtart som beskrevs av William Aiton. Rhus aromatica ingår i släktet sumaker, och familjen sumakväxter.

## Underarter
Arten delas in i följande underarter:
- R. a. aromatica
- R. a. flabelliformis
- R. a. arenaria
- R. a. serotina
- R. a. simplicifolia